# Hege Storhaug
Hege Storhaug, född 21 maj 1962 i Arendal, Norge, är en norsk författare, politisk aktivist och journalist. 
Hege Storhaug spelade som junior volleyboll på nationell elitnivå och utbildade sig till idrottslärare med examen från Norges idrottshögskola 1987. Under studierna kartlade Storhaug förekomsten av ätstörningar bland kvinnor i idrotten, frågor hon sedan gick vidare med som en av initiativtagarna till organisationen Interessegruppa for kvinner med spiseforstyrrelser. Storhaug studerade vid journalisthögskolan i Oslo åren 1990 till 1992. Åren 1989-90 skrev hon för tidningen Klassekampen.
Storhaug var researcher för dokumentäravsnittet 'Rikets tilstand: Norske jenter omskjæres' vilken belönades med Gullruten år 2001.
Storhaug har varit en av frontfigurerna i organisationen Human Rights Service, grundad 2001. Som debattör på området mänskliga rättigheter har Storhaug tydligt profilerat sig som motståndare av islamism. I samband med att hon debatterat kvinnors rättigheter inom muslimska miljöer har hon tagit upp frågor som kvinnoförtryck, tvångsäktenskap, könsstympning, islamism och integrationspolitik. Storhaugs islamkritiska uttalanden har varit omstridda.
Hege Storhaug har utgivit flera böcker. Landsplågan islam (norska: Islam, den 11. landeplage) utgavs 2016 i svensk översättning.
I december 2017 höll hon ett föredrag vid en konferens i Wrocław och riktade i detta följande budskap till Polen: ”In Western Europe we stand in the middle of a clash between civilizations, the most dramatic since the 1930s. Don’t do the same mistakes as we have done in Western Europe. Don’t allow the rising of totalitarian mosques and undemocratic Islamic movements. Don’t allow fundamentalists from the Islamic world to enter your country, your beloved home.”